# Paul Vuillot
 (mars 2022).
La mise en forme du texte ne suit pas les recommandations de Wikipédia : il faut le « wikifier ».
Les points d'amélioration suivants sont les cas les plus fréquents :
- Les titres sont pré-formatés par le logiciel. Ils ne sont ni en capitales, ni en gras.
- Le texte ne doit pas être écrit en capitales (les noms de famille non plus), ni en gras, ni en italique, ni en « petit »…
- Le gras n'est utilisé que pour surligner le titre de l'article dans l'introduction, une seule fois.
- L'italique est rarement utilisé : mots en langue étrangère, titres d'œuvres, noms de bateaux, etc.
- Les citations ne sont pas en italique mais en corps de texte normal. Elles sont entourées par des guillemets français : « et ».
- Les listes à puces sont à éviter, des paragraphes rédigés étant largement préférés. Les tableaux sont à réserver à la présentation de données structurées (résultats, etc.).
- Les appels de note de bas de page (petits chiffres en exposant, introduits par l'outil «  Source ») sont à placer entre la fin de phrase et le point final[comme ça].
- Les liens internes (vers d'autres articles de Wikipédia) sont à choisir avec parcimonie. Créez des liens vers des articles approfondissant le sujet. Les termes génériques sans rapport avec le sujet sont à éviter, ainsi que les répétitions de liens vers un même terme.
- Les liens externes sont à placer uniquement dans une section « Liens externes », à la fin de l'article. Ces liens sont à choisir avec parcimonie suivant les règles définies. Si un lien sert de source à l'article, son insertion dans le texte est à faire par les notes de bas de page.
- La présentation des références doit suivre les conventions bibliographiques. Il est recommandé d'utiliser les modèles {{Ouvrage}}, {{Chapitre}}, {{Article}}, {{Lien web}} et/ou {{Bibliographie}}. Le mode d'édition visuel peut mettre en forme automatiquement les références.
- Insérer une infobox (cadre d'informations à droite) n'est pas obligatoire pour parachever la mise en page.

Pour une aide détaillée, merci de consulter Aide:Wikification.
Si vous pensez que ces points ont été résolus, vous pouvez retirer ce bandeau et améliorer la mise en forme d'un autre article.
Paul Émile Auguste Vuillot (Paris, 24 novembre 1868 - Malesherbes, 28 juillet 1916) est un géographe, cartographe, explorateur et naturaliste français, héritier par son grand-père maternel Thomas Guinier d'une entreprise parisienne d'appareils d'assainissement fondée en 1838.

## Biographie

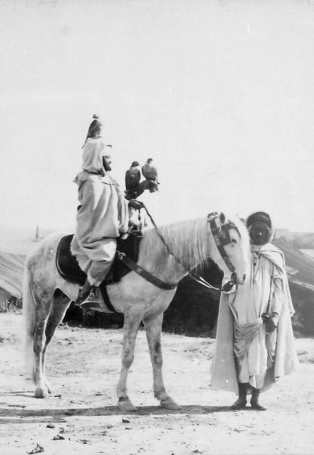
Photographie prise par Paul Vuillot (1890-1892)

### L'héritier d'un industriel parisien de la robineterie
Né en 1868, fils d'Elisa Guinier et du capitaine François Vuillot, blessé à la bataille de Sébastopol, Paul Vuillot est le petit-fils d'un "self-made man" du Second Empire, bénéficiaire de l'haussmanisation de la capitale : Thomas Guinier, promoteur des premiers appareils de "tout-à-l'égout". Paul Vuillot succède à son grand-père en 1889 et apporte des perfectionnements aux appareils en se tenant "au courant du progrès de la science médicale et des règles de l'hygiène". C'est pour ces compétences qu'il est choisi en 1900 par ses confrères fabricants d'appareils sanitaires comme délégué à l'Exposition universelle de 1900, ainsi qu'au congrès des chambres de commerce et des chambres syndicales et au comité supérieur de l'Union métallurgique et minière de France.
Secrétaire du comité de la Chambre syndicale, Paul Vuillot se fait remarquer par ses nombreux rapports dont les plus importants concernent : La Convention commerciale franco-américaine du 24 juillet 1899, La question des Conseils du travail, La loi du 30 mars 1900 sur le travail des femmes et des apprentis, La Réforme de la juridiction des Prud'hommes, La Conciliation et l'arbitrage des conflits collectifs.

### Un géographe colonial: le cartographe du Sahara

La fille aînée de Paul Vuillot, Paulette Vuillot-Jozon et son petit frère Charles à Malesherbes (archives privées Jacqueline Jozon)

Mais la passion la plus prenante de Paul Vuillot, celle qui occupe ses loisirs avec l'entomologie, est celle de la cartographie. Membre de la Société de géographie de Paris et de la Société de géographie commerciale, il est l'auteur de nombreuses cartes et de centaines de photographies de l'Afrique du nord ainsi que de récits d'expéditions et de journaux de voyages.
Ainsi dès 1888, à 20 ans, il effectue un voyage dans l'extrême sud algérien au-delà de l'oasis de Ouargla et de Touggourt, avant d'emmener à 25 ans sa jeune épouse Berthe Bluzet en un voyage de noces aventureux dans la région des Chotts, de l'oued Souf et du Djerid en mars-avril 1893. Cette expédition d'exploration des Chotts a pour but d'étudier la possibilité d'établir une mer saharienne. Parti de Biskra, il traverse alors le Zab ech Chergui, Negrine et Tamerza et atteint Tozeur. En longeant la rive nord du Chott el Djerid et la rive méridionale du Chott el-Gharsa, il passe entre le Chott Melghir et les Chotts Bedjeloud et Merouane et revient à Biskra. Il dresse lors de ce voyage une carte générale colorée des Chotts, une carte de l'oasis de Biskra et établit avec précision le niveau des Chotts.
On lui doit aussi des cartes de la région de Tombouctou (1896) et de la moyenne vallée du Niger ainsi que des livres sur l'histoire de la pénétration française au Sahara.

### Cofondateur du Comité de l'Afrique française

Paulette Vuillot prise en photo par son père Paul sur la terrasse de Site-en-Guette près de Malesherbes vers 1907.

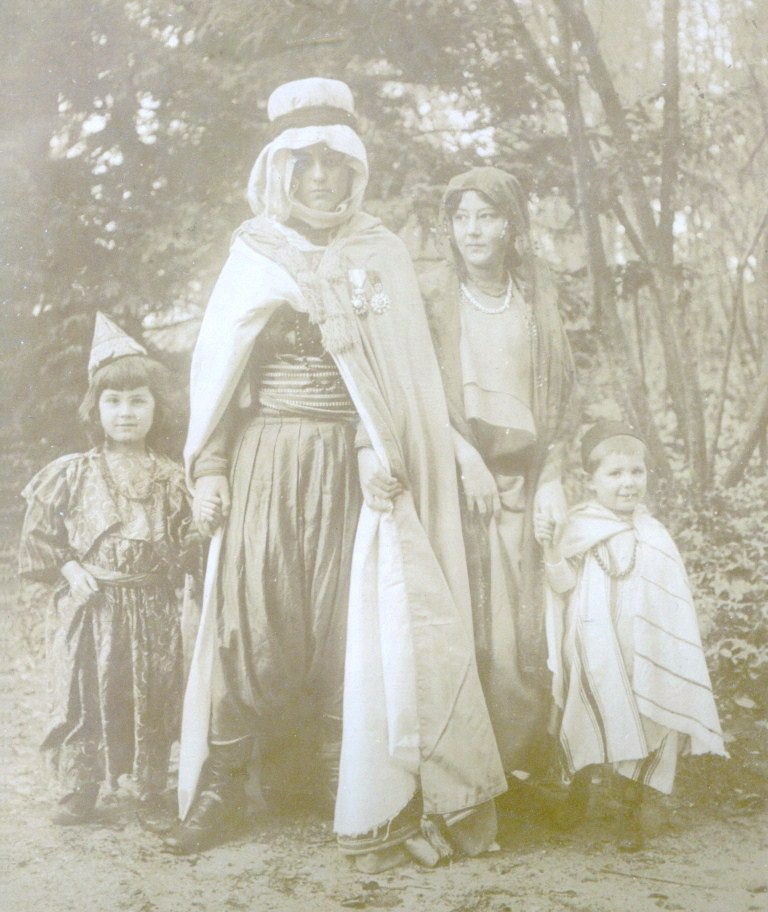
Les enfants Vuillot en Touaregs à Malesherbes. Au centre avec les décorations, Paulette Vuillot. (archives privées Jacqueline Jozon)

A Paris puis à Malesherbes où la famille se retire après la perte tragique de leur fils aîné Charles, mort du tétanos lors d'un échange avec une famille allemande en 1903, Paul Vuillot continue de se livrer aux études africaines et publie une histoire de l'exploration du Sahraoui lui vaut une médaille de la Société de géographie, obtenue à égalité avec Paul Vidal de la Blache (1895). Cofondateur du Comité de l'Afrique française avec Auguste Terrier, il collabore régulièrement à son Bulletin et également aux Questions diplomatiques et coloniales. Premier à publier une carte complète de la région de Tombouctou et de ses lacs, il dresse une série de cartes, du Sahara au Congo.

### L'exploitation délicate du palétuvier en Guinée

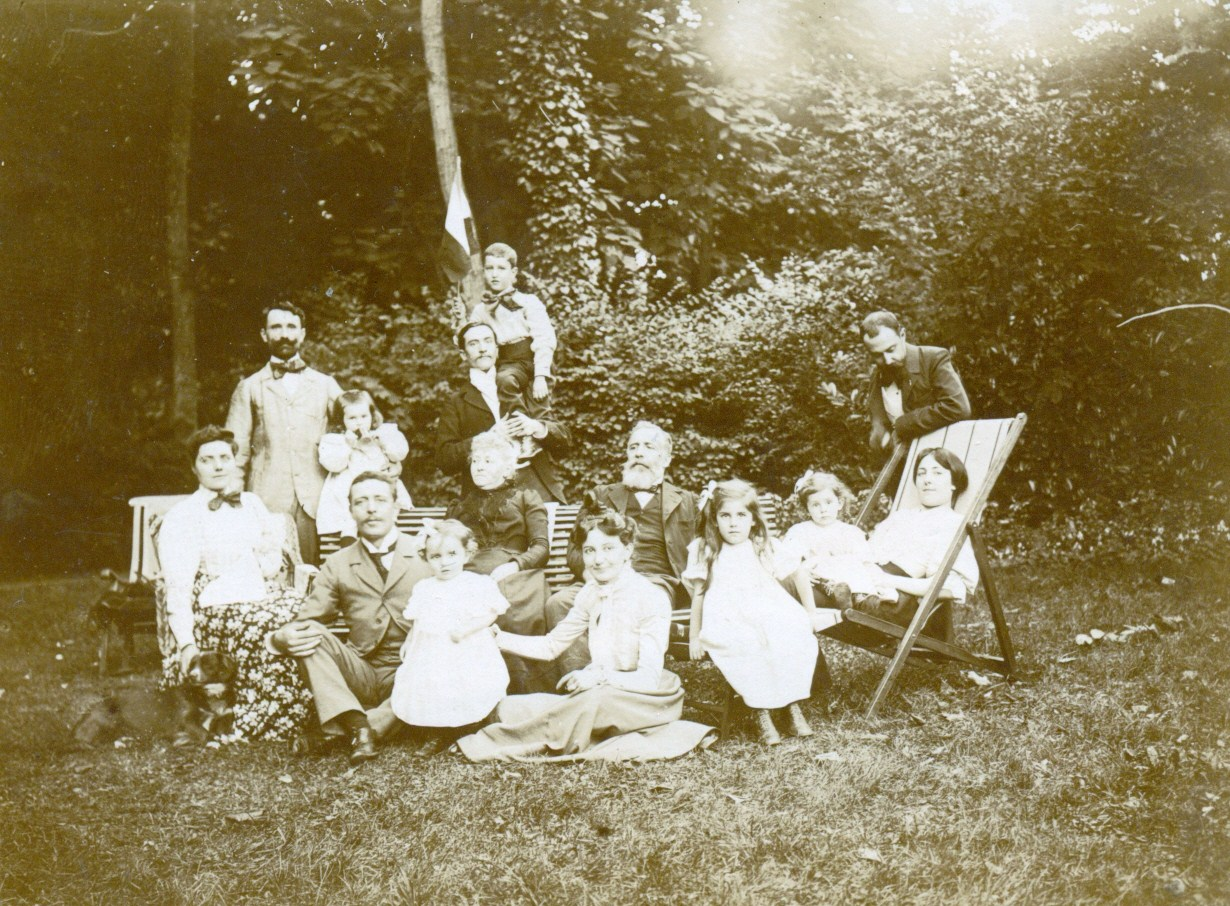
Famille de Paul Vuillot à Malesherbes vers 1900 avec le général Laperinne.

En 1910, il entreprend un voyage en Guinée française en vue de la mise en valeur de concessions familiales de palétuviers qu'il possède avec ses cousins Bluzet de Dôle. Ses notes inédites de voyage décrivent ses escales portuaires, qui viennent rompre la monotonie de la traversée. Il relate la lourdeur de l'administration coloniale, les difficultés juridiques et les entraves mentales et sociales à une mise en valeur de l'Empire français. Ami du général Laperrine et proche de Gouraud, Paul Vuillot fréquente les élites coloniales et indigènes (les almamys) du Soudan, de Dakar et de Conakry, à la recherche d'entrepôts et de l'organisation d'un cabotage rentable.
En 1890, il est élu membre à vie de la Société entomologique de France.

### Le maire et conseiller d'arrondissement radical de Malesherbes

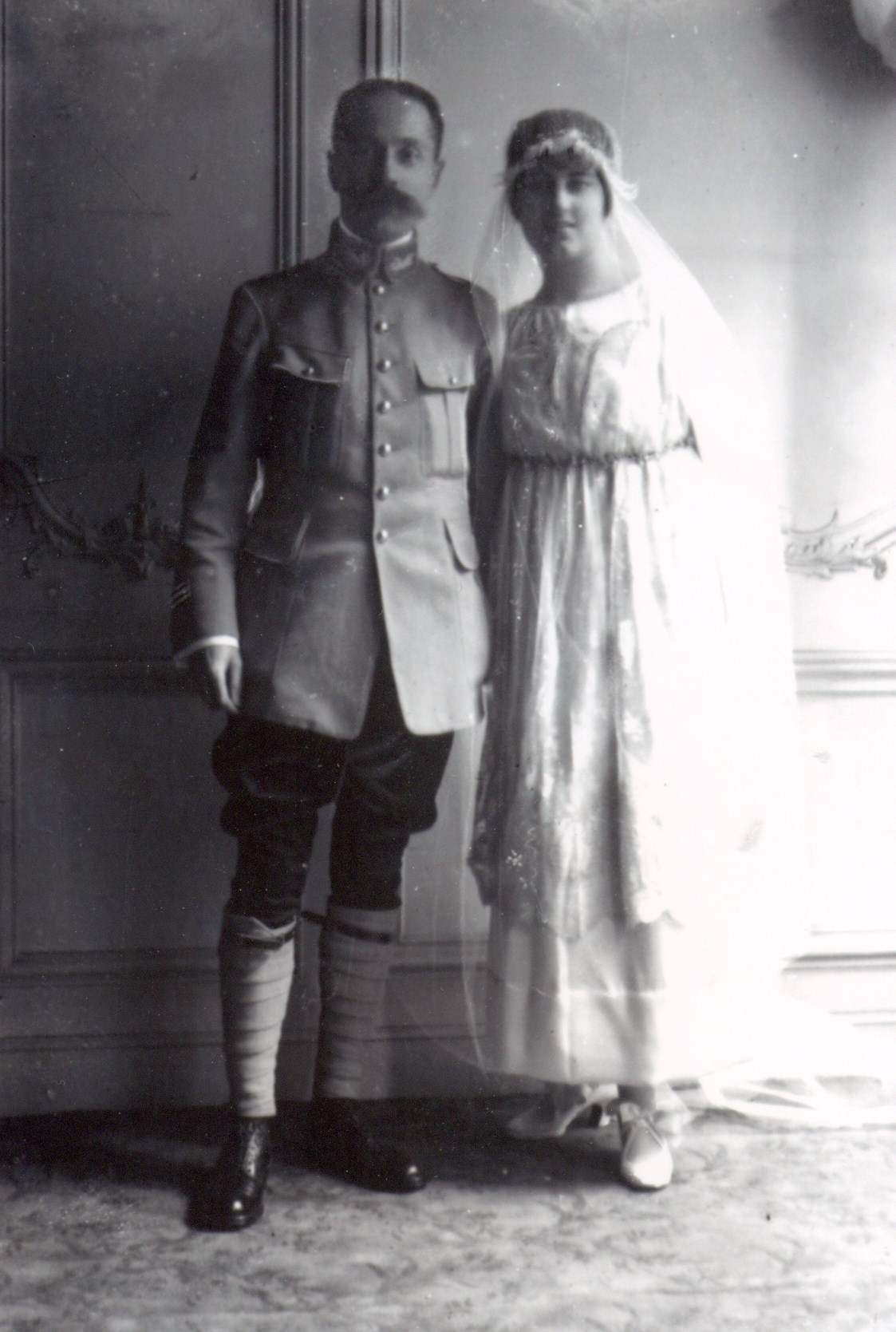
Mariage du sous-préfet André Jozon et de Paulette Vuillot Paris 1918

Retiré en 1903 à la suite du décès de son fils aîné, Paul Vuillot vit avec son épouse Berthe Bluzet et leurs enfants (Paule, Renée, Maurice et le nouveau "petit Charles") dans leur "vieux domaine familial baptisé du joli nom de Site-en-Guette parce que, du haut de sa vieille tour, il domine de loin tous les environs".
Dès mai 1908, il est élu au conseil municipal et nommé adjoint ; à ce titre, il mène à bien l'installation du service des eaux, sa spécialité professionnelle. Devenu maire de Malesherbes en 1912 à 44 ans, il projette de moderniser les abattoirs municipaux et de résoudre la question des passages à niveau, la circulation des voitures étant entravée à l'entrée de la ville par le stationnement des trains. Il est également conseiller d'arrondissement radical, élu contre le clérical duc Lévis-Mirepoix.

### La mort tragique à 48 ans sur les lignes du front de l'Arrière
Bien que perclus des rhumatismes hérités de ses voyages, et handicapé par sa myopie, sa vue pratiquement perdue sous le soleil du Sahara, il  préside les Commissions municipales de réquisitions, d'allocations et de ravitaillement. Précisément, il meurt accidentellement lors d'une inspection des convois de ravitaillement de l'Armée dans la gare de la petite ville du Loiret en juillet 1916, alors que son épouse est en visite chez sa sœur Renée Dard à Chamalières puis à La Bouboule avec son plus jeune fils. C'est sa fille Paulette, 21 ans, infirmière auprès des "Gueules cassées" dans la demeure familiale transformée en centre de convalescence durant la Grande Guerre, qui doit venir reconnaître son corps.
Paul Vuillot venait d'assister à 8 h, en tant que membre de la commission départementale de ravitaillement, aux opérations de réception d'avoine, en attendant le sous-intendant militaire et le directeur des services agricoles Marcel Donon, avec lequel il avait rendez-vous à 10 h, afin de régler les conditions d'installation d'un atelier de pressage de foin et de paille. Se tenant sur une des voies de garage, son stylo à la main, appuyé sur sa serviette, dressant le croquis d'une voie de raccordement, un train de marchandise vint à passer à faible vitesse ; le mécanicien, occupé à regarder les signaux de l'arrière, ne vit rien, si ce n'est quelques minutes après le drame : le corps de Paul Vuillot a été happé au passage de la locomotive, passant sous la machine dont la troisième roue lui sectionna la tête.

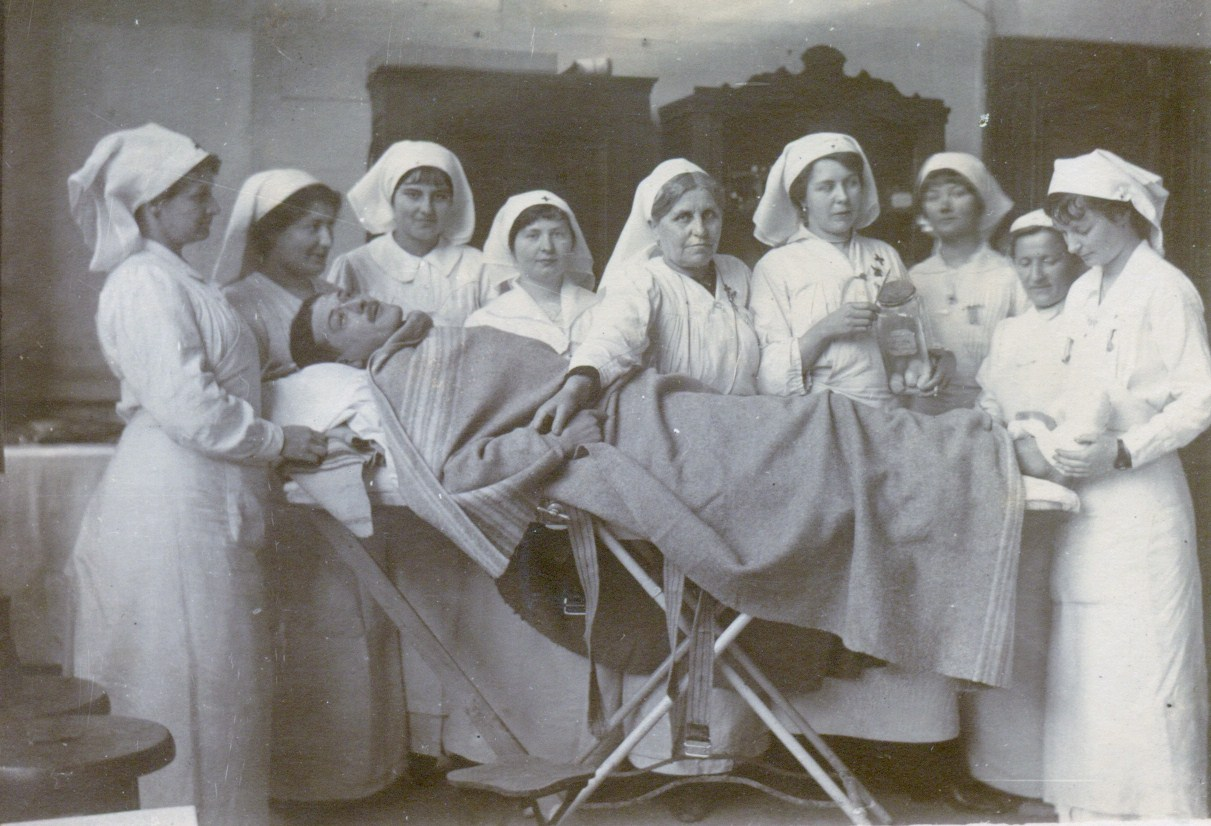
Paulette Vuillot (3e de la gauche) infirmière de la Grande Guerre avec un blessé

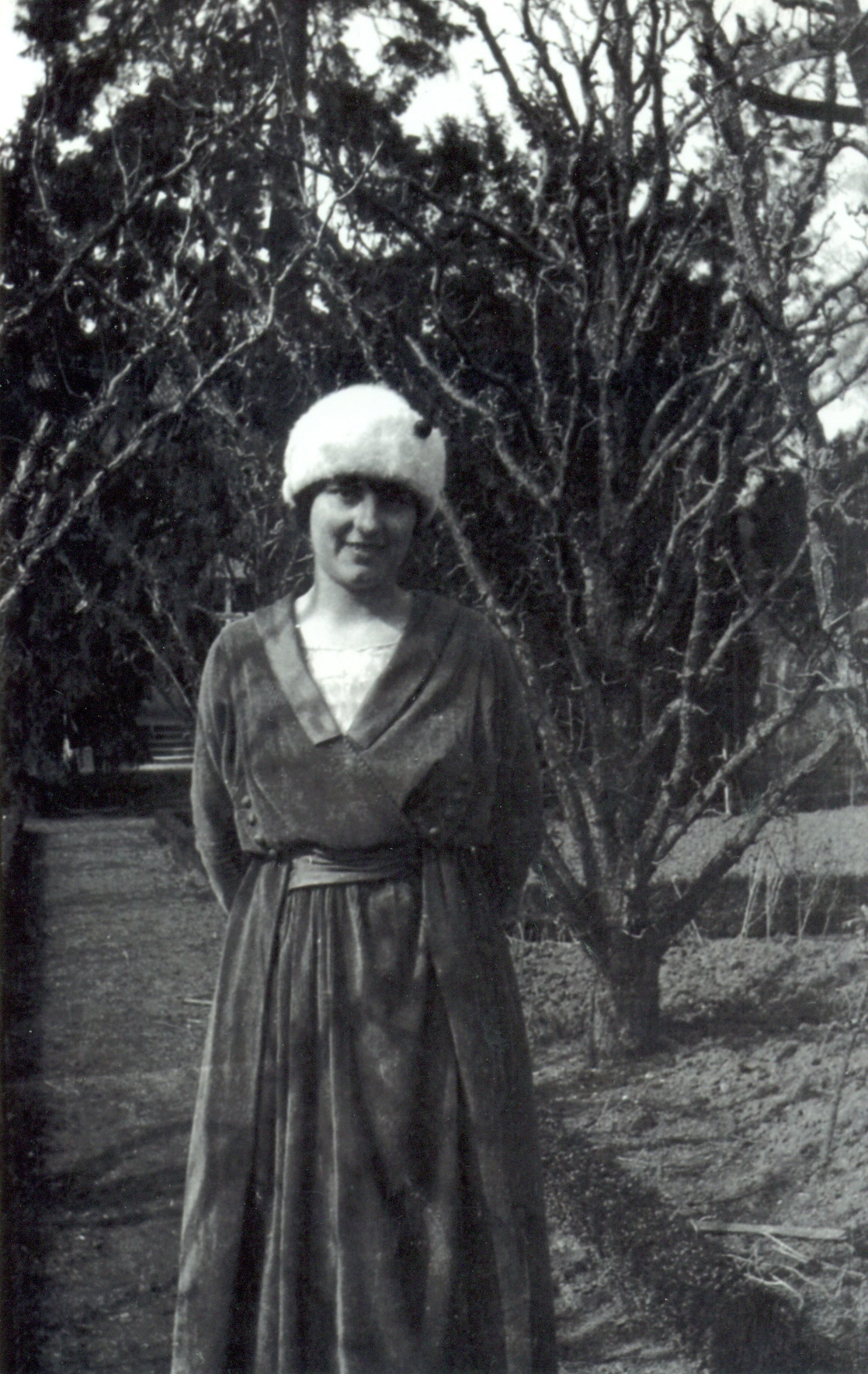
Paulette Vuillot à Malesherbes avant son mariage

Avant le départ de son corps vers le cimetière Montmartre, le Docteur Plouzané, sous-préfet de Pithiviers, rend hommage au maire le vendredi 28 juillet 1916 : 
"En ces temps où la mort sur les champs de bataille fauche tant de jeunes hommes et de pères de famille, en affectant parfois les formes les plus atroces, il semble que notre sensibilité s'émousse et que notre ardente sympathie doive aller tout entière à ceux qui se dévouent là-bas pour la défense de la Patrie. Et pourtant, quoi de plus impressionnant et de plus digne de pitié que la disparition subite de ce premier magistrat municipal enlevé par un événement tragique à l'affection des siens et à l'estime de tous !"  
Le deuil était conduit par Charles et Maurice Vuillot, ses jeunes fils, Denis-Alexandre Bluzet, préfet honoraire, son beau-père, Albert Bluzet, inspecteur général des services administratifs au ministère de l'Intérieur, son beau-frère, Pierre Bluzet, son neveu, Henri Guinier (peintre) et Edouard Guinier, ses cousins.
Sa fille aînée Paulette épouse en janvier 1918 le sous-préfet de Montbéliard André Jozon, fils du vice-président du conseil général des Ponts-et-chaussées Marcel Jozon (1839-1918) et neveu de l'ancien député gambettiste Paul Jozon (1836-1881).
Paul Vuillot est officier du Nicham Iftikhar (1893) et officier d'Académie (1898).

## Publications
- Des Zibans au Djerid par les chotts algériens, 1893
- L'exploration du Sahara , Challamel, 1895.